# 长宁区精神卫生中心
长宁区精神卫生中心（又名长宁区心理健康中心）是中華人民共和國上海市長寧區一家二级甲等精神卫生专科医院。
长宁区精神卫生中心成立于1976年，當時位於长宁区万航渡路1561号，1996年开设心理健康咨询热线。2002年10月17日长宁区精神卫生中心从万航渡路1561号的迁入同时建成启用的西郊绿地医院内（协和路299号），占地45亩，建筑面积15000平方米。2006年与上海交通大学BIO-X中心合作成立上海市精神神经疾病与系统代谢组学研究所。精神卫生中心自2008年起对口支援四川省都江堰市精神卫生中心，同年帮助都江堰市精神卫生中心搬迁至过渡房。2015年完成区精神卫生中心改扩建工程，新住院综合楼（心音楼）总建筑面积为13000平方米，计划从600张床位提高至800张床位。2019年长宁区精神卫生中心作为同年新增的第二类定点保障医院。2019年5月28日下午签约华东师范大学直属附属医院。院长为沈颉，副院长为陈雯，门诊有心境障碍门诊、睡眠门诊、老年门诊、焦虑抑郁门诊、儿童心理门诊、特需、美沙酮维持治疗门诊。
2020年9月30日，挂牌长宁区精神卫生中心互联网医院。时任副院长季卫东。